# Aphanotrigonum nigripes
Aphanotrigonum nigripes är en tvåvingeart som först beskrevs av Zetterstedt 1848.  Aphanotrigonum nigripes ingår i släktet Aphanotrigonum och familjen fritflugor. Arten är reproducerande i Sverige. Inga underarter finns listade i Catalogue of Life.